# Список дипломатичних місій Нагірно-Карабаської Республіки

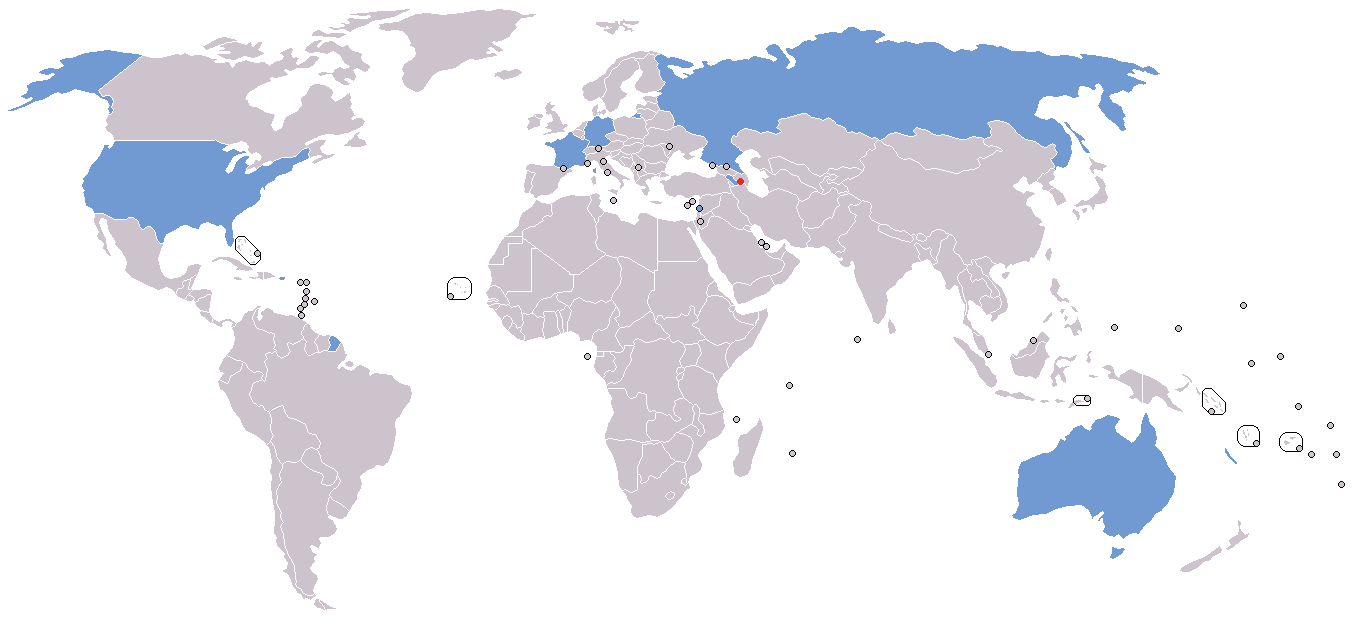
Список дипломатичних місій Нагірно-Карабаської Республіки

Нагірно-Карабаська Республіка — колишня невизнана держава, що мала однак, свої представництва за кордоном.

## Північна Америка
- США
  - Вашингтон (Представництво, починаючи з листопада 1997 року, також в Канаді)[1]

## Європа
- Вірменія
  - Єреван — постійне представництво.
- Німеччина
  - Потсдам — постійне представництво.
- Росія
  - Москва — постійне представництво.
- Франція
  - Париж — постійне представництво.

## Азія
- Ліван
  - Бейрут — постійне представництво НКР в країнах Близького Сходу.

## Австралія
- Австралія
  - Сідней — постійне представництво.